# مغ: ماجراهای سندباد
مغ: ماجراهای سندباد (マギ シンドバッドの冒険 Magi Shindobaddo no Bōken) یک سریال مانگای ژاپنی به نویسندگی شینوبو اوهتاکا و تصویرگری یوشیفومی اوهترا است. این مانگا یک اسپین آف و پیش‌درآمدی بر مغ: هزارتوی سحر و جادو است. این فیلم برای اولین بار در هفته‌نامه شونن ساندی شوگاکوکان از مه تا ژوئن ۲۰۱۳ منتشر و فصل‌های آن در ۱۹ جلد تانکوبون جمع‌آوری شد.
یک اووی‌ای پنج قسمتی توسط لی-دس از روی این مانگا اقتباس شد که از مه ۲۰۱۴ تا ژوئیه ۲۰۱۵ همراه با تعدادی از مجلدات مانگا منتشر شد. یک مجموعه انیمه تلویزیونی ۱۳ قسمتی نیز توسط همان گروه اقتباس و از آوریل تا ژوئیه ۲۰۱۶ پخش شد.